# Moana
Moana (další názvy: Moana: A Romance of the Golden Age, Moana: A Story of the South Seas) je němý dokumentární film Roberta J. Flahertyho. Film je považován za první dokufikci či (z hlediska antropologie) etnofikci v historii kinematografie.
Moana byla druhým Flahertyho filmem po velice úspěšném dokumentu Nanuk, člověk primitivní z roku 1922. Právě díky němu dostal Flaherty zakázku od produkční společnosti Paramount Pictures, jež doufala, že natočí další úspěšný snímek, jenž bude čerpat z života a tradic původních společností.
Flaherty odcestoval na ostrov Samoa, kde nepřetržitě pobýval od dubna 1923 do prosince 1924. Většinu času se pouze sžíval s místními obyvateli a pozoroval je, což překvapilo filmovou společnost, jež se od počátku ptala po ukázkách jeho záběrů, zatímco Flaherty začal natáčet až po roce. Film dokončil v prosinci 1925, aby mohl být v lednu následujícího roku uveden do kin.
Do terénu si sebou vzal jak klasickou filmovou kameru, tak i kameru Prizmacolor, jelikož doufal, že se mu podaří zachytit několik záběrů v barvě. Barevná kamera se mu však brzy rozbila. Po příjezdu na ostrov Flaherty zjistil, že na ostrově již dlouhou dobu působí misionáři a místní tradice zanikají. Samoané už se například ve značné míře oblékali v západním stylu. Navíc dobré přírodní podmínky neumožňovali Flahertymu zopakovat příběh na schématu souboje člověka s přírodou. Tématem filmu se proto staly přechodové rituály, během nichž se z chlapců stávají muži a neméně se zde objevuje poetické zachycení „tradičního“ života původních obyvatel, který se však Flaherty, podobně jako v případě Nanuka, pokusil až zpětně zrekonstruovat. Proto se hovoří o etnofikci, protože události, zachycené v dokumentu nejsou zachycením skutečného stavu společnosti, ale jeho romantizací. Některé rituály, které se ve filmu objevily, se v praxi již nepoužívaly a Flaherty je rekonstruoval čistě pro potřeby filmu.
Pojem dokumentární film se poprvé objevil právě v souvislosti v Moanou a to v recenzi The Moviegoer z pera filmaře a publicisty Johna Griersona, publikované 8. února 1926 v novinách New York Sun. komerční úspěch filmu Moana však byl v porovnání s Nanukem mnohem menší.
Padesát let po uvedení originální verze Moany, vytvořila Monica Flaherty, dcera roberta J. Flahertyho, zvukovou verzi filmu, doplněnou o obřadní písně, hudbu a dialogy. Samotný film nebyl nijak upravován.